# Savoryella melanospora
Savoryella melanospora är en svampart som beskrevs av Abdel-Wahab & E.B.G. Jones 2000. Savoryella melanospora ingår i släktet Savoryella, klassen Sordariomycetes, divisionen sporsäcksvampar och riket svampar.   Inga underarter finns listade i Catalogue of Life.